# Kimkiel

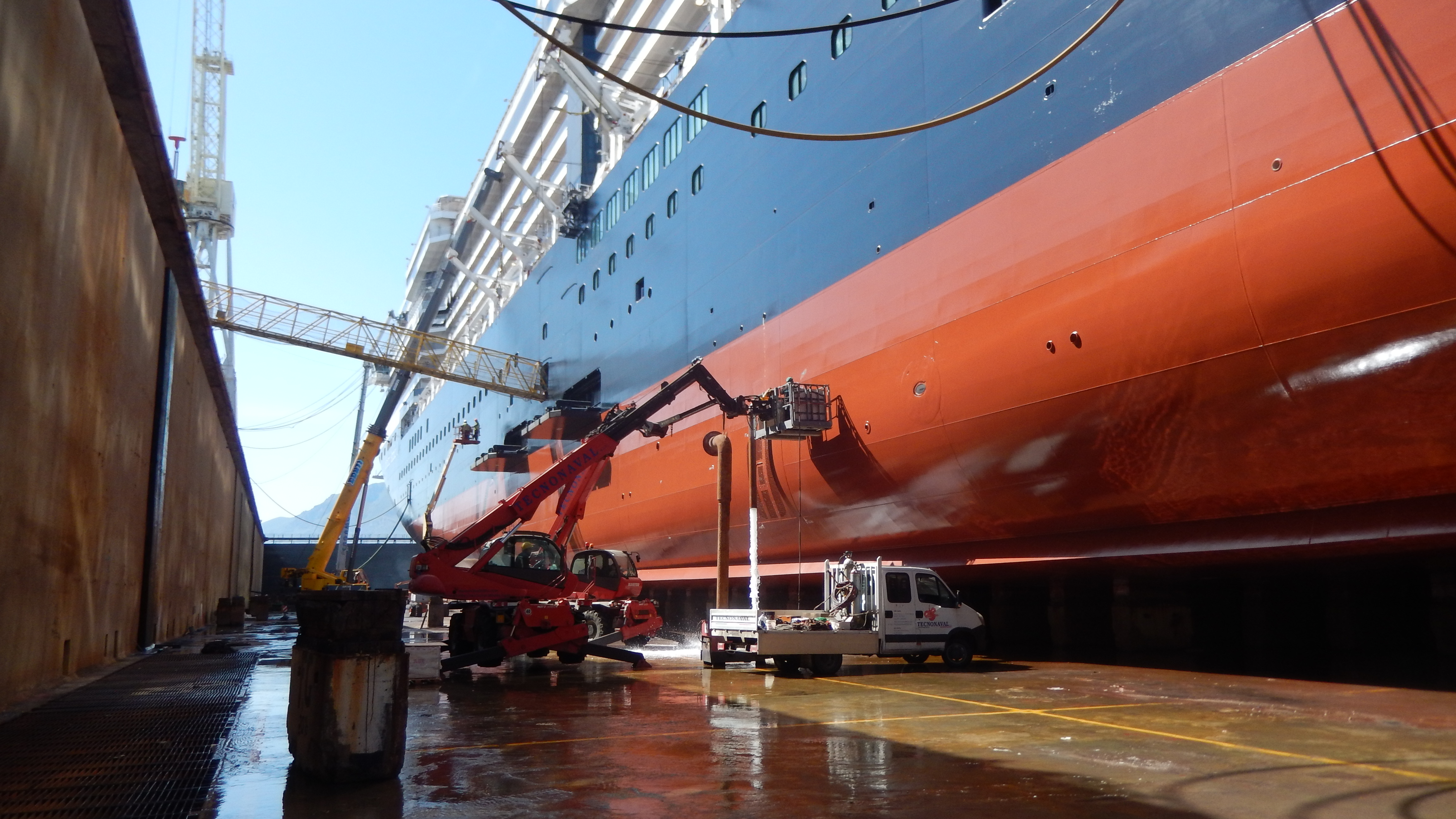

Kimkielen zijn langsscheepse platen de onder een rechte hoek aan de buitenkant van de huid zijn gemonteerd.  Ze worden meestal gemonteerd daar waar de scheepsromp overloopt van de bodem naar zijkant. Wanneer een schip vaart loopt vergroten ze de weerstand van het schip tegen rollen.